# Sweet Dreams (песня Алана Уокера и Imanbek)
«Sweet Dreams» — песня норвежского продюсера Алана Уокера и казахского продюсер Imanbek, выпущена 11 июня 2021 года как сингл. В песне есть семпл песни Скэтмэна Джона «Scatman (Ski-Ba-Bop-Ba-Dop-Bop)» и была хитом в обоих странах. Конкурс ремиксов на песню был запущен в партнёрстве с Аланом Уокером и цифровой звуковой рабочей станцией, FL Studio.

## Музыкальное видео
Музыкальное видео вышло 11 июня 2021 года на YouTube-канале Алана Уокера. На нём изображены два автогонщика, гонящиеся в пустынном ландшафте.

## Ремиксы
Два продюсера также выпустили пакет ремиксов под названием Sweet Dreams Remixes:
1. "Sweet Dreams" (с Alok)
2. "Sweet Dreams" (Brooks Remix)
3. "Sweet Dreams" (Curbi Remix)
4. "Sweet Dreams" (Mari Ferrari & Rompasso Remix)
5. "Sweet Dreams" (Albert Vishi)
6. "Sweet Dreams" (DES3ETT Remix)

## Чарты
| Чарт (2021)                                | Высшая позиция |
| ------------------------------------------ | -------------- |
| CIS (Tophit)                               | 40             |
| Italy (FIMI)                               | 96             |
| Норвегия (VG-lista)                        | 14             |
| Россия (TopHit)                            | 48             |
| Словакия (Rádio — Top 100)                 | 7              |
| Швеция (Sverigetopplistan)                 | 43             |
| Украина (TopHit)                           | 10             |
| США (Billboard Hot Dance/Electronic Songs) | 18             |

| Чарт (2021)                               | Позиция |
| ----------------------------------------- | ------- |
| US Hot Dance/Electronic Songs (Billboard) | 52      |

| Чарт (2022)              | Позиция |
| ------------------------ | ------- |
| Ukraine Airplay (TopHit) | 41      |

## Сертификации
| Регион                                                                      | Сертификация | Продажи |
| --------------------------------------------------------------------------- | ------------ | ------- |
| Италия (FIMI)                                                               | Золотой      | 35 000  |
| Испания (PROMUSICAE)                                                        | Золотой      | 30 000  |
| Данные о продажах + прослушиваниях приведены только на основе сертификации. |              |         |